# Purines

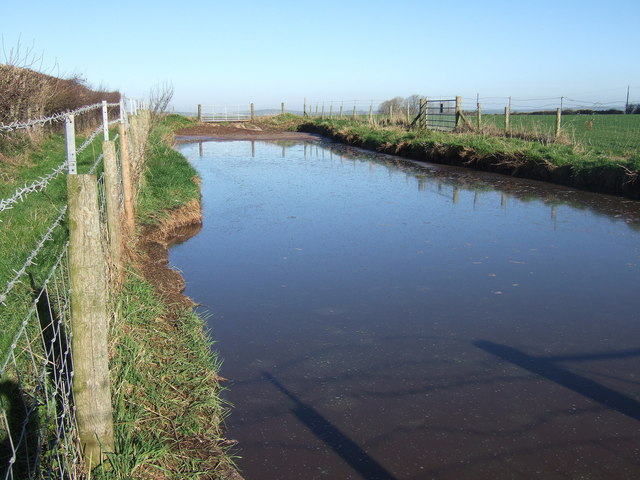
Depósito de purines de una granja, rodeado de una valla de seguridad.

Los purines son cualesquiera de los residuos de origen orgánico, como aguas residuales y restos de vegetales, cosechas, semillas, concentraciones de animales muertos, pesca, comida, excrementos sólidos o líquidos, o mezcla de ellos, fermentados o con capacidad de fermentar que tienen impacto medioambiental. Tradicionalmente, se han usado para producir abono y compost.
Hay diversos tipos de clasificaciones, ya que, dependiendo de su origen, tienen diferentes propiedades.

## Purines animales

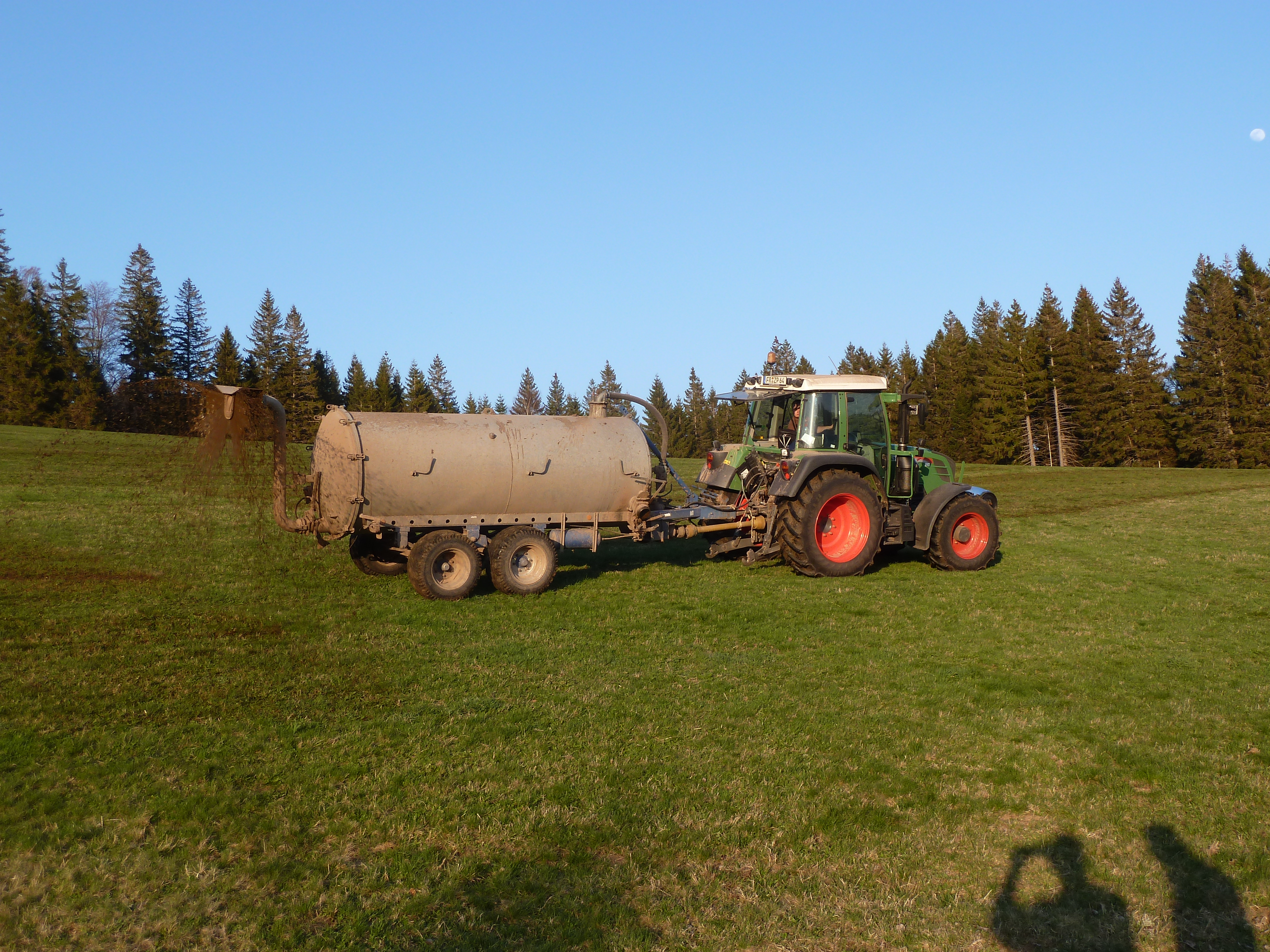
Vehículo aplicando purín a tierras de cultivo para fertilizarlas.

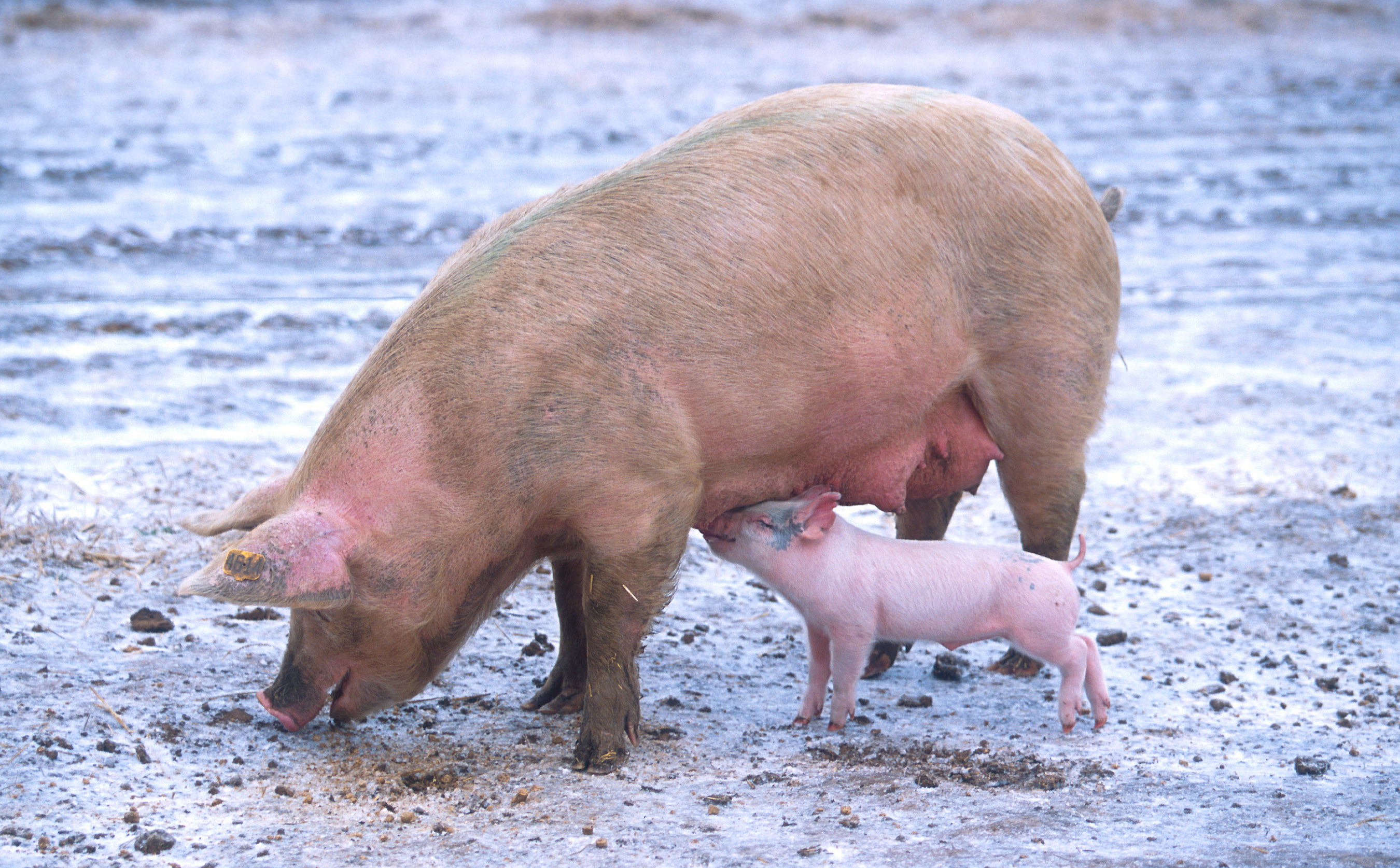
Cerdos.

Son generalmente residuos, resultado de una mezcla de orina, la parte líquida de eso que rezuma de todo tipo de estiércoles de animales y usualmente agua que se forma al reunir los desechos de animales domésticos. Junto a otros materiales orgánicos entre los que destacan los residuos sólidos urbanos, los purines tienen utilidad para la producción de compost. Tradicionalmente se han aprovechado de aves y murciélagos como guano, pero cualquier concentración animal y estabular produce purines: las ciudades, el ganado lanar, vacuno, caballar, avícola, etc.
Los purines de cerdos de granjas de cría intensiva de animales son los más conocidos ya que son muy contaminantes, sobre todo debido a la concentración porcina en diversos puntos, por lo cual su control es obligatorio en España mediante el Real Decreto 306/2020.
Tienen un contenido aproximado (en proporciones de kg por tonelada) de 2 kg (kilogramos) de nitrógeno, 0,5 de fósforo y 3 de potasio.[cita requerida]
Los purines forman parte de la biomasa residual húmeda.[cita requerida]
En la actualidad se está estudiando el reciclaje y revalorización de los purines de cerdos para diversos usos, entre ellos para la obtención de metano con una planta de biogás, para su uso como abono o bien incluso mejorando sus propiedades con el objetivo de poder depurar el agua residual de purines, entre otros usos.

## Purines vegetales
Por extensión, en agricultura biológica se usa el término «purín» para hacer referencia a productos que son fruto de fermentaciones de ciertas especies vegetales (Urtica dioica, Symphytium officinale, Valeriana officinalis, entre otros) y que tienen utilidad en el mantenimiento de la salud de los cultivos vegetales. Estos purines pueden ser según el grado de maduración y la planta utilizada, productos elicitores, insecticidas, fungicidas, fitoestimulantes o activadores del suelo y el compost.
Este tipo de purines se elabora mediante una fermentación aeróbica que estabiliza principios bioactivos en una solución acuosa. Debido a que las moléculas extraídas son de origen vegetal, las formas químicas que contienen son perfectamente asimilables para las plantas en cultivo, no provocando en la cosecha ningún tipo de daño debido a su uso excesivo, si bien, también son contaminantes para el medio natural si se usan indiscriminadamente.

## Consecuencias medioambientales
El desarrollo de la biomasa en un ecosistema viene limitado, la mayoría de las veces, por la escasez de algunos elementos químicos, como el nitrógeno en los ambientes continentales y el fósforo en los marinos, que los productores primarios necesitan para desarrollarse y a los que llamamos por ello factores limitantes. Un ecosistema eutrofizado es aquel ambiente caracterizado por una abundancia anormalmente alta de nutrientes.
Si bien la eutrofización se produce en forma natural, su consideración es muy diferente según el lugar donde se provoca debido al impacto ambiental. En dosis bajas en zonas relativamente húmedas o en zonas urbanizadas no se considera que tengan consecuencias apreciables ya que la contaminación de nitrógeno, amoníaco y materia orgánica, que contienen puede ser rápidamente absorbida por la vegetación, o el lugar está tan degradado por otros contaminantes que su impacto pasa desapercibido. El esparcimiento del estiércol y regar con aguas recicladas contribuye al ciclo del nitrógeno, que es un elemento esencial para el crecimiento de las plantas. En zonas de clima seco o con escasez de agua, o en personas sensibles, (hipersensibilidad, alergias, asma, etc.) una cantidad muy pequeña de estas materias puede ser considerada un problema. La fauna asociada puede provocar condiciones de insalubridad añadida.
La contaminación es antropogénica y causa procesos de eutrofización por contaminación química agropecuaria, sobre todo la contaminación difusa de los suelos y de los acuíferos con fertilizantes inorgánicos de origen industrial o extractivo; y por desechos humanos, incluyendo aguas fecales y excrementos animales, a causa de una producción masiva de ganado, aves, peces, etc. Estas causas aportan nitrógeno, en forma de nitrato y amonio, y fósforo, como fosfato, a la vez que cationes como potasio (K+,) magnesio (Mg2+), etc.
Los seres vivos ecológicamente están adaptados a un tipo de suelo, cambiar las características del suelo conlleva la sustitución de unas especies por otras. En el caso de las especies vegetales, fertilizar los suelos tiene como consecuencia que unas especies prosperen sobre otras y las sustituyan. La contaminación por eutrofización de las aguas superficiales o acuíferos con los distintos nutrientes para las plantas, lleva consigo, la contaminación de los suelos por una aplicación excesiva de fiemos o cuando se producen lluvias poco después de la aplicación. Se produce porque el flujo del agua infiltra nitratos y otros compuestos en las aguas subterráneas o corrientes y provoca la eutrofización, es decir, el exceso de nutrientes en el agua y la proliferación de plantas llamadas «mareas verdes» en arroyos, ríos, lagunas y lagos. El riesgo no es solo de tipo medioambiental, ya que beber de estas aguas contaminadas o comercializarlas está prohibido por las administraciones ya que además de permitir la proliferación de microorganismos tóxicos para los seres humanos y el ganado, (cólera, difteria, etc.) producen esterilidad y cáncer. En el caso de las aguas minerales para comercialización se realizan análisis periódicos en busca de nitratos o nitritos.